# Дімулешть
Дімулешть, Дімулешті (рум. Dimulești) — село у повіті Вилча в Румунії. Входить до складу комуни Медуларі.
Село розташоване на відстані 160 км на захід від Бухареста, 53 км на південний захід від Римніку-Вилчі, 44 км на північний схід від Крайови.

## Населення
За даними перепису населення 2002 року у селі проживали 166 осіб, усі — румуни. Усі жителі села рідною мовою назвали румунську.